# Suuri-Murtonen
Suuri-Murtonen eller Murtonen är en sjö i Finland. Den ligger i kommunen Kouvola i landskapet Kymmenedalen, i den södra delen av landet, 150 km nordost om huvudstaden Helsingfors. Suuri-Murtonen ligger 86,3 meter över havet. I omgivningarna runt Suuri-Murtonen växer i huvudsak barrskog. Arean är 79,8 hektar och strandlinjen är 8,98 kilometer lång. Sjön  ingår i Kymmene älvs huvudavrinningsområde. 